# جیمز یانگ
جیمز یانگ (انگلیسی: James Young؛ ۱ ژانویهٔ ۱۸۷۲ – ۹ ژوئن ۱۹۴۸) یک کارگردان، هنرپیشه، و فیلم‌نامه‌نویس اهل ایالات متحده آمریکا بود.
از فیلم‌های او می‌توان به الیور توئیست اشاره نمود.